# Stadio Besëlidhja
Lo stadio Stadiumi Besëlidhja è un impianto sportivo situato a Lezhë in Albania.
Usato prevalentemente per il calcio è lo stadio di casa delle squadra del KS Besëlidhja.
L'impianto ha una capacità di 7000 posti a sedere.